# Charita Rumburk
Charita Rumburk (dříve Oblastní charita Rumburk) je nezisková humanitární organizace se sídlem v Rumburku, církevní právnická osoba, součást římskokatolické církve. Byla  zřízena  litoměřickým biskupem Josefem Kouklem 1. června 1999. Zapsána je v rejstříku na Ministerstvu kultury. Od 1. srpna 2010 se stala charitou Oblastní. Je součástí Charity Česká republika a přímo řízena Diecézní charitou v Litoměřicích. V roce 2021 byla přejmenována odstraněním jednoho slova.

## Poslání
Posláním  charity  je služba bližnímu vnouzi,  která  vychází  z křesťanských zásad bez ohledu na jeho příslušnost k rase, národnosti, náboženství, státní a politickou příslušnost.

## Sociální služby
Charita Rumburk provozuje několik středisek, ve kterých jsou poskytovány sociální služby různým cílovým skupinám. Ve středistcích organizuje pomoc při živelních pohromách, pořádá sbírky a realizuje humanitární pomoc, poskytuje i služby zdravotního a sociálního charakteru, např. „Sociální šatník“. Umožňuje v organizaci výkon alternativního trestu osobám, kterým byl uložen trest obecně prospěšných prací. Zapůjčuje různé pomůcky. Dále, dle zákona o sociálních službách, poskytuje tyto sociální služby: nízkprahové zařízení pro děti a mládež, sociálně aktivizační služby pro rodiny s dětmi a odborné sociální poradenství.